# Mistinguett

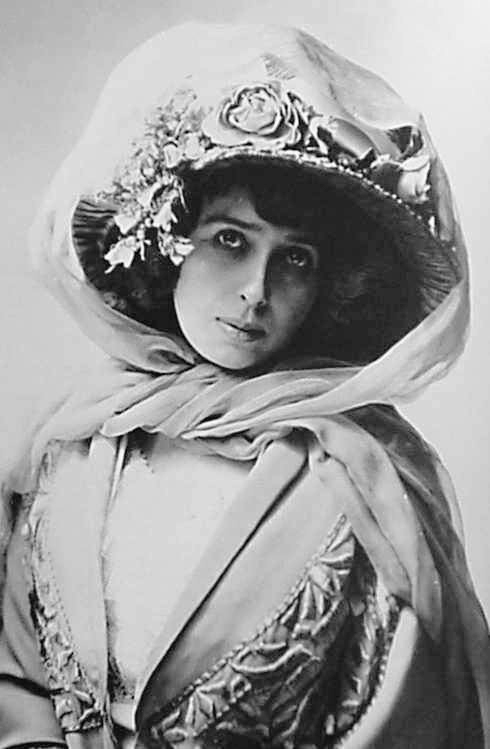
Mistinguett (foto: Nadar)

Mistinguett, artiestennaam van Jeanne Bourgeois (Enghien-les-Bains, 5 april 1875 – Bougival, 5 januari 1956) was een Franse actrice en zangeres.

## Biografie
Jeanne had al op zeer jonge leeftijd aspiraties om artiest te worden. Het pseudoniem Mistinguett, waaronder ze wereldberoemd zou worden, was een verbastering van de door een liedjesschrijvende kennis bedachte naam Miss Tinguette. Jeanne vond dat wel fraai klinken, maar de schrijfwijze paste ze eigenhandig aan. Ze schrapte zowel van Miss als van Tinguette de laatste letter en schreef wat daarna overbleef voortaan als één woord: Mistinguett.
Haar debuut als Mistinguett maakte Jeanne Bourgeois in 1895 in het "Casino de Paris". Met haar gewaagde optredens hield ze het Parijse publiek in haar ban en in de daarop volgende jaren groeide ze uit tot de meest populaire Franse artieste, en bovendien tot de best betaalde artieste ter wereld. In 1919 werden haar benen verzekerd voor het in die dagen ongelooflijke bedrag van 500.000 frank.
Ze onderhield een langdurige relatie met de veel jongere Maurice Chevalier, maar het waren vooral haar andere gepassioneerde liefdesaffaires met een Indiase prins, met koning Alfons XIII van Spanje en met de toekomstige koning Edward VII van het Verenigd Koninkrijk die tot ware legendes zouden uitgroeien.
De eerste plaatopname van het lied Mon Homme, dat haar naam als zangeres over de hele wereld zou vestigen, dateert van 1920. Hetzelfde lied was eerder al in de Engelse versie van Fanny Brice bekend geworden als My Man en het zou ook daarna nog lange tijd als standaard gelden in het repertoire van menig pop- en jazz-zangeres.

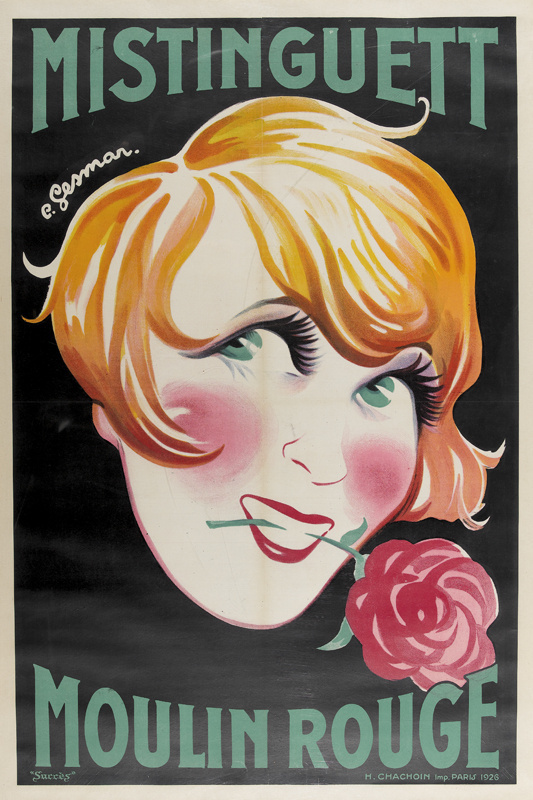
Affiche. Charles Gesmar, 1926

De carrière van Jeanne Bourgeois strekte zich uit over een periode van meer dan een halve eeuw, en omsloot beide wereldoorlogen. In 1956, bij haar overlijden, was ze 80 jaar oud. Ze werd begraven op de begraafplaats van Enghien-les-Bains, op een steenworp afstand van de plek waar ze in 1875 geboren was.

## Filmografie
- Carosello del Varietà (1955)
- Rigolboche (1936)
- L'Île d'Amour (1928)
- Mistinguett Détective II (1917)
- Mistinguett Détective (1917)
- Fleur de Paris (1916)
- Sous la Menace (1916)
- Chignon d'Or (1916)
- La Doppia Ferita (1915)
- La Valse Renversante (1914)
- Les Misérables - Époque 4: Cosette et Marius (1913)
- Les Misérables - Époque 3: Cosette (1913)
- Les Misérables - Époque 2: Fantine (1913)
- Les Misérables - Époque 1: Jean Valjean (1913)
- La Glu (1913)
- Une Bougie Récalcitrante (1912)
- Le Parapluie (1912)
- La Vocation de Lolo (1912)
- À Bas les Hommes (1912)
- Bal Costumé (1912)
- Le Coup de Foudre (1912)
- La Folle de Penmarch (1912)
- La Moche (1912)
- L'Oubliée (1912)
- Un Enfant Terrible (1912)
- Le Clown et Le Pacha (1911)
- L'Épouvante (1911)
- La Ruse de Miss Plumcake (1911)
- Les Timidités de Rigadin (1910)
- Ce Bon Docteur (1909)
- L'Enlèvement de Mademoiselle Biffin (1909)
- Un Mari qui l'Échappe Belle (1909)
- La Fiancée Récalcitrante (1909)
- Fleur de Pavé (1909)
- L'Empreinte ou La Main Rouge (1908)